# Nina Stapelfeldt
Nina Stapelfeldt (* 13. April 1995 in Hünenberg) ist eine Schweizer Fussballspielerin.

## Karriere
Nina Stapelfeldt gab ihr Debüt für die Schweizer Nationalmannschaft der Frauen am 29. Mai 2019 als Ersatz für Marilena Widmer bei der 1:3-Niederlage gegen Italien in Ferrara. In den Jahren 2020 und 2021 spielte sie beim französischen Verein ASJ Soyaux. Im Juli 2021 unterschrieb die Mittelfeldspielerin einen Vertrag mit dem AC Mailand und wechselte im August 2022 zum FC Como Women. Im Juli 2023 verpflichtete sie sich für ein Jahr bei Brescia CF in die Serie B.
2022 stand Stapelfeld bis zum letzten Kaderschnitt im Aufgebot der Schweizer Nationalmannschaft für die Europameisterschaft und wurde im September für das entscheidende WM-Playoffspiel gegen Wales nominiert.